# Champotón
Champotón là một đô thị thuộc bang Campeche, México. Năm 2005, dân số của đô thị này là 76116 người.